# Красноголовый фуди
Красноголовый фуди (Foudia eminentissima) — вид птиц из семейства ткачиковых. Выделяют четыре подвида.

## Вопросы таксономии
Подвид aldabrana в настоящее время считается отдельным видом. Также ранее подвидом Foudia eminentissima считали мадагаскарский вид Foudia omissa. Подвид F. e. cosobrina могут выделять в качестве отдельного вида.

## Распространение
Обитают на Коморах. По другим упоминаниям — также на Сейшелах и Майотте или даже ещё и на Мадагаскаре (см. раздел выше).

## Описание
Длина тела 13 см, вес 25 г. У самцов лоб алого цвета, как и затылок, подклювье, горло, грудь.

## Охранный статус
МСОП присвоил виду охранный статус LC. Размер популяции вида оценивается числом от 20 000 до 49 999 особей.